# SQUARE
SQUARE - в  криптографії симетричний блочний криптоалгоритм, розроблений авторами Rijndael - Вінсентом Рейменом і Йоаном Дайменом. В алгоритмі використовуються 128-бітний ключ і 128-бітний (16 байтний) блок. 

## Безпека
Будь-яких атак на повний варіант алгоритму не існує. 
Цей алгоритм отримав розвиток і став основою нового американського стандарту - шифру Rijndael, який був розроблений групою авторів 'SQUARE'. 
Саме з цієї причини сам SQUARE зараз використовується рідко, поступаючись в популярності своєму нащадкові - Rijndael. 
Так само, нащадком цього шифру є південнокорейський алгоритм CRYPTON, учасник конкурсу AES. 